# Giuseppe Ploner
Giuseppe Ploner, detto Pepi (Santa Cristina Valgardena, 30 gennaio 1959), è un allenatore di sci nordico ed ex fondista italiano.

## Biografia

### Carriera sciistica
Tra i primi specialisti della tecnica libera, colse il primo successo in carriera nel 1980, quando s'impose nella Marciagranparadiso. In Coppa del Mondo ottenne il primo risultato di rilievo il 24 gennaio 1982 a Brusson (15°) e il miglior piazzamento il 12 marzo 1983 a Oslo (12°).
In carriera prese parte a tre edizioni dei Campionati mondiali, vincendo una medaglia.

### Carriera da allenatore
Terminata la carriera agonistica nel 1989, divenne allenatore di fondo presso il Centro Sportivo Carabinieri, ricoprendo in seguito lo stesso ruolo - fino ai XIX Giochi olimpici invernali di Salt Lake City 2002 - anche nella nazionale italiana.

### Vita privata
Ploner è sposato con Barbara Oberbacher, da cui ha avuto due figlie: Caroline e Maddalena (morta nel 2010 a seguito di un incidente sugli sci).

## Palmarès

### Mondiali
- 1 medaglia:
  - 1 argento (staffetta[4] a Seefeld in Tirol 1985)

### Coppa del Mondo
- Miglior piazzamento in classifica generale: 29º nel 1982

### Campionati italiani
- 8 medaglie:
  - 3 ori (staffetta nel 1985[2]; 30 km nel 1987[2]; 30 km nel 1989[2])
  - 2 argenti (50 km nel 1985[senza fonte]; 15 km nel 1989[5])
  - 3 bronzi (15 km nel 1982[5]; 50 km nel 1983[senza fonte]; 15 km nel 1986[5])